# Identical Twins, Roselle, New Jersey, 1967
Identical Twins, Roselle, New Jersey, 1967 è una famosa fotografia realizzata nel 1967 dalla fotografa statunitense Diane Arbus.
Identical Twins (tradotto in italiano: Gemelle identiche) rappresenta due gemelle monozigote, Cathleen e Colleen Wade, in piedi una affiancata all'altra. Indossano entrambe un vestito di velluto a coste, calzamaglie bianche e una fascia anch'essa bianca tra i capelli scuri. Entrambe guardano nell'obiettivo, sebbene abbiano espressioni facciali diverse. Mentre la gemella a destra accenna un sorriso, l'altra ha un'espressione leggermente triste.

## Citazioni e riferimenti
- Stanley Kubrick, ammiratore dell'opera di Diane Arbus, le rese omaggio nella realizzazione della celebre sequenza del film Shining in cui Danny, percorrendo i corridoi dell'Overlook Hotel, si imbatte nelle gemelle Grady. La posa delle gemelle e la composizione dell'inquadratura sono infatti elementi che richiamano questa foto.[1]